# Francesc Trillas
Francesc Trillas Jané (Barcelona, 1965) és un economista i professor universitari català, secretari d'Afers Econòmics i Fons Europeus del govern de Salvador Illa des de 2024.

## Biografia
És doctor en Economia per l'Institut Universitari Europeu de Florència, i llicenciat en Ciències Econòmiques i en Filosofia i Lletres per la Universitat Autònoma de Barcelona (UAB). També compta amb un màster d’Economia Aplicada cursat a la mateixa universitat.

### Trajectòria acadèmica
La seva activitat acadèmica i de recerca s'ha desenvolupat en diverses universitats, instituts i centres. Ha estat docent de grau i postgrau i ha participat en projectes de recerca a la UAB des de 2002, i ha actuat com a investigador associat i membre de l'Institut d’Economia de Barcelona (IEB) des de 2004. També ha estat investigador del Centre Sector Públic-Sector Privat de l’escola de negocis IESE (2006-2019), i consultor de la Universitat Oberta de Catalunya (2002-2007). Ha estat investigador visitant a la universitat de Califòrnia (Berkeley), i també ha realitzat tasques de recerca a la London Business School.

### Trajectòria política
El 1983 va entrar a la Comissió Executiva de la Joventut Socialista de Catalunya, on hi romandria fins al 1991. Aquell any va esdevenir ser regidor de l'Ajuntament de Barcelona entre 1991, càrrec que mantindria fins al 1995. Posteriorment, ha estat membre de la Comissió Executiva del PSC i del Patronat de la Fundació Rafael Campalans. Igualment, ha estat cofundador de la Universitat Progressista d’Estiu de Catalunya i de Federalistes d’Esquerres. És col·laborador de la revista El Triangle.
L'agost de 2024 fou nomenat secretari d'Afers Econòmics i Fons Europeus del govern de Salvador Illa, reemplaçant en el càrrec a Miquel Puig Raposo.

## Publicacions
Ha publicat diversos articles acadèmics, llibres i articles i ha rebut el premi Thunderbird al millor article a la Balas Annual Conference, de la Universitat dels Andes School of Management (Abril 2008) i el premi Loyola de Palacio, pel millor article a la Conference on European Energy Markets, Florència 2012. Entre els seus llibres, destaquen:
- Polítiques microeconòmiques i federalisme regulatori (Fundació Carles Pi i Sunyer, 2004)
- L'economia de les telecomunicacions en banda ampla (Centre d'Economia Industrial, UAB, 2008)
- Pan y fútbol, el deporte rey, espejo de la economía global (Alternativas Económicas, 2018)
- Missió Federal Cap a una solució compartida a Catalunya (Bubok, 2019)[5]

També va escriure «¿Qué es el federalismo?», amb Joan Botella i Victòria Camps.